# Anna Dengel
Anna Dengel (Steeg, 16 marzo 1892 – Roma, 17 aprile 1980) è stata un medico e missionaria austriaca, fondatrice della congregazione delle suore medico missionarie.

## Biografia

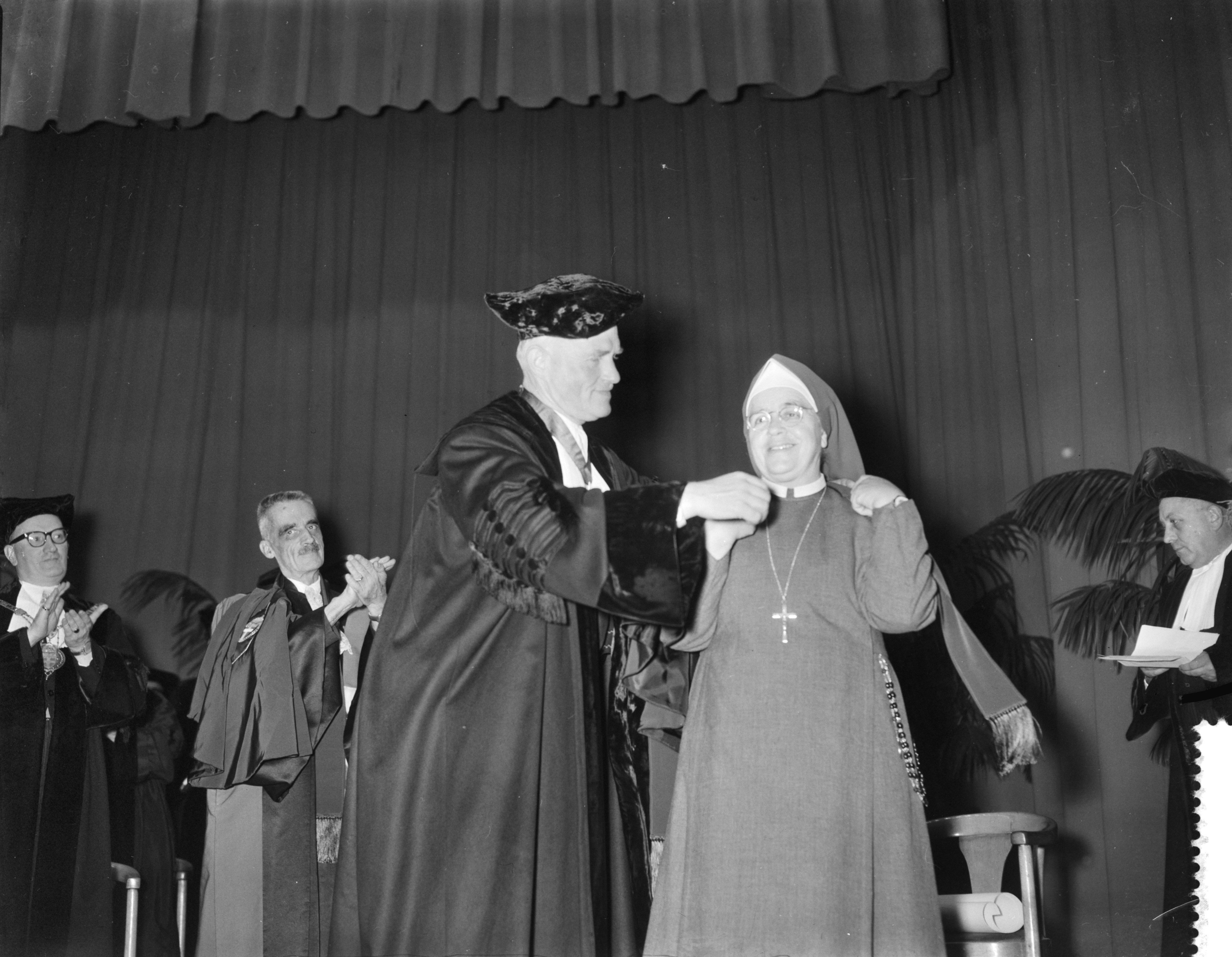
Anna Dengel nel 1958 riceve il dottorato honoris causa dall'Università cattolica di Nimega

Nata in Tirolo, ricevette la sua educazione in Austria e visse poi in Francia. Venuta a conoscenza del progetto del medico scozzese Agnes McLaren, che cercava personale femminile qualificato per lavorare negli ospedali delle missioni cattoliche in India, decise di dedicarsi allo studio della medicina e si laureò nel 1919 presso l'Università Nazionale d'Irlanda.
Fu medico primario presso l'ospedale indiano per donne e bambini di Rawalpindi dal 1920 al 1924, lavorando insieme con le suore francescane missionarie di Maria (alle quali, però, le leggi canoniche proibivano lo studio e la pratica dell'ostetricia e della medicina).
Nel 1924 si recò in Inghilterra per raccogliere fondi a favore del suo ospedale; si spostò poi negli Stati Uniti d'America, dove conobbe il sacerdote Michael Mathis, della Congregazione di Santa Croce, con il quale discusse la possibilità di dare inizio a una congregazione di religiose medico-missionarie cattoliche.
Il 10 giugno 1925 ottenne l'approvazione del suo progetto da Michael Joseph Curley, arcivescovo di Baltimora, e nel settembre successivo le prime quattro candidate iniziarono il loro periodo di formazione e tirocinio.
Nel primo capitolo della sua congregazione, svoltosi nel 1926, fu eletta superiora generale; rimasta in carica fino al capitolo generale speciale celebrato nel 1967.
Morì a Roma nel 1980 e fu sepolta nella tomba dell'Istituto della Beata Vergine Maria nel Camposanto dei Teutonici.